# Sordomudo

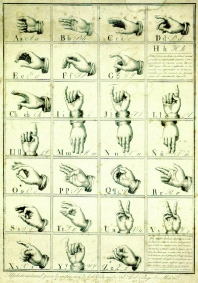
Alfabeto para sordomudos con una mano (universal).

Sordomudo es un término que designa a aquellas personas que son sordas de nacimiento y que por ello padecen grandes dificultades  para hablar mediante la voz.
Sin embargo, existen asociaciones de personas sordas que consideran que el término sordomudo es peyorativo e incorrecto, además de que puede resultar molesto y ofensivo, debido a que la discapacidad auditiva no está necesariamente asociada a trastorno alguno que prive físicamente a una persona de la facultad de hablar. Tradicionalmente se pensaba que las personas sordas eran incapaces de comunicarse con los demás, no obstante, esto no es correcto, ya que pueden hacerlo a través de la lengua de signos y de la lengua oral, tanto en su modalidad escrita como hablada.
No se deben confundir los términos de persona sorda o con discapacidad auditiva, persona sordociega, o persona muda.

## Comunicación

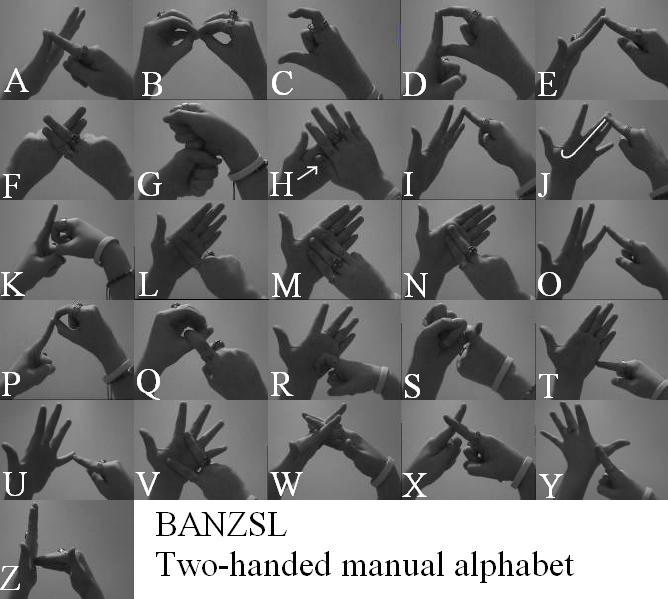
Alfabeto para sordos ambas manos (señas británicas).

### Lengua
Existen diversas lenguas de signos que se utilizan igual que las lenguas orales, para describir, expresar y comunicar diversos objetos e ideas; y existen dos sistemas internacionales (alfabetos manuales) para representar las letras del alfabeto latino: uno utiliza una sola mano y el otro utiliza ambas manos. Estos alfabetos sólo se utilizan para deletrear palabras, no para comunicarse normalmente.

#### Alfabeto Dactilológico Internacional
Fue fijado por la Federación Mundial de Sordos y es un alfabeto manual con una mano (cada signo representa una letra) que es reconocido con facilidad por las personas sordas en especial cuando se acompaña de gestos simbólicos para representar alguna idea, frase, acción, etc. Esta lengua tiene muchas variaciones que dependen del país, región, ciudad, y forma de comunicarse de la gente.

#### Alfabeto Gallaudet Internacional
Utiliza las 2 manos y funciona de forma similar que el Alfabeto Dactilológico Internacional. Se realizan formas con las manos y a estas se les atribuye una letra, también se acompaña con gestos. Este alfabeto es utilizado principalmente en Gran Bretaña.

## Instrucción de sordos

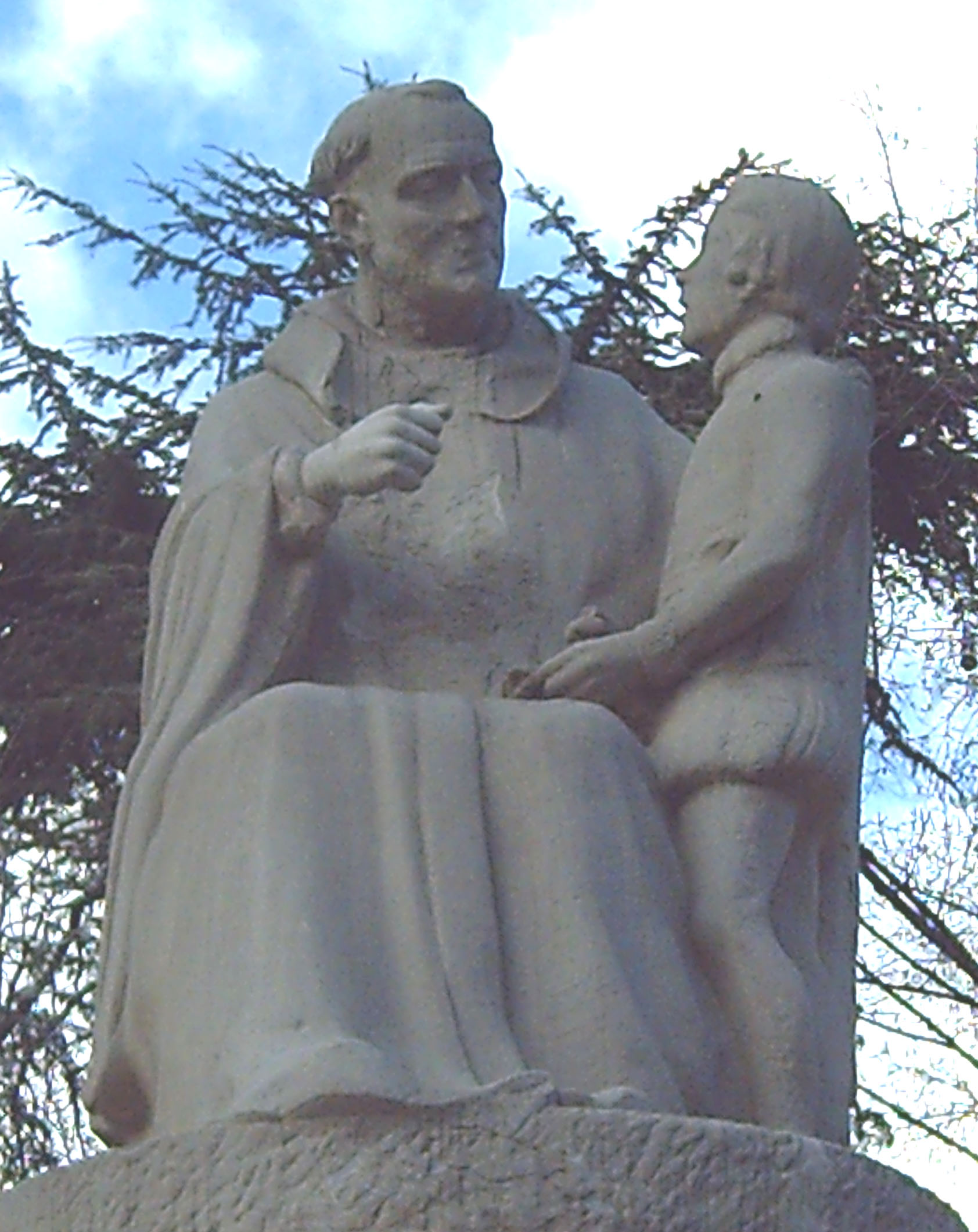
Pedro Ponce de León

Los sordos empezaron a experimentar en el siglo XVI los benéficos efectos del arte de ser instruidos, inventado hacia el año 1570 por el célebre español fray Pedro Ponce de León, monje benedictino en el monasterio de San Salvador de Oña. Este sabio fue el primero que concibió el pensamiento de dar una nueva vida a los sordos enseñándoles a pensar con orden y a combinar sus ideas para poder expresarse con claridad siendo admirable la perfección con que instruía a sus discípulos pues según afirman el doctor en medicina Francisco Valles, el historiador Ambrosio Morales y otros autores coetáneos, les hacía hablar, aprender varios idiomas, escribir y hacer otras cosas sorprendentes.
Después del P. Ponce el aragonés Juan Pablo Bonet, secretario del condestable de Castilla se dedicó asimismo con filantrópico esmero a la instrucción de los mudos y fue el primero que escribió sobre esta materia un libro que imprimió en Madrid en 1620, cuyo título era Reducción de letras y arte de enseñar á hablar á mudos del que se valió luego el Charles-Michel de l'Épée  como él mismo lo manifiesta en sus obras diciendo que aprendió el idioma español para leer el arte de Bonet.

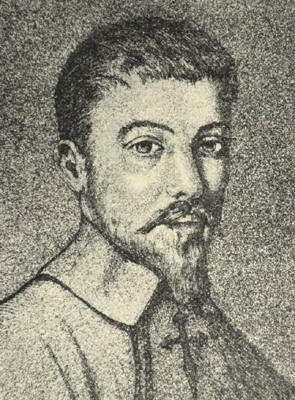
Juan Pablo Bonet

A los dos españoles ya citados sucedieron otros cuyos nombres merecen una honorífica mención por el laudable celo con que se dedicaron a la enseñanza de los sordos tales fueron Miguel Ramírez de Carrión y su hijo Diego, Pedro de Castro que ejerció el mismo arte en España e Italia, Juan Rodríguez Pereyra que lo practicó también en España y Francia y el P. Diego Vidal, escolapio de Zaragoza.
En cuanto a los extranjeros que primeramente se han ocupado de la educación de los sordomudos se sabe que los ensayos hechos en Alemania por Vahelmon datan del año 1672. Que Conrado Ammán y el doctor Wallis a quienes se ha atribuido el honor de ser los primeros que escribieron sobre este interesante ramo de instrucción no dieron a luz sus respectivas obras hasta el año 1727 y que el Charles-Michel de l'Épée  publicó las suyas con posterioridad. Del abate de L' Epee destaca el generoso empeño con que se dedicó a mejorar el arte de instruir a los desventurados mudos creando al efecto un nuevo método más perfecto que los que antes se habían inventado y por haber sido el fundador de las escuelas públicas para los mismos pues la primera que se ha conocido de esta especie la abrió en París el año 1755 y en ella no solo los instruía por caridad sino que los mantenía también a sus expensas.
Posteriormente, han ido mejorando dicho sistema de enseñanza y publicado obras muy apreciables sobre esta materia, Lorenzo Hervas y Panduro, Tiburcio Hernández y el abate Sicard discípulo y sucesor de L'Epee y el laborioso Juan Manuel Ballesteros que fue director del colegio de sordo-mudos de Madrid.